# Dận Bí
Doãn Bí (chữ Mãn: ᠶᡡᠨ ᠪᡳ, chữ Hán: 允祕, bính âm: Yūn Bi; 5 tháng 7 năm 1716 – 3 tháng 12 năm 1774) là một hoàng tử nhà Thanh trong lịch sử Trung Quốc. Ông là hoàng tử thứ 24 và cũng là hoàng tử nhỏ nhất tính trong số những người con sống tới tuổi trưởng thành của  Khang Hi.

## Tiểu sử
Doãn Bí nguyên danh là Dận Bí (chữ Mãn:ᡳᠨ ᠪᡳ, chữ Hán: 胤祕, bính âm: In Bi), sinh ngày 16 tháng 5 (âm lịch) năm Khang Hi thứ 55 (1716), là con trai duy nhất của Mục tần Trần thị. Ông được sinh ra trong những năm cuối trị vì của Khang Hi Đế. Sau khi Ung Chính Đế lên ngôi ông đổi tên thành Doãn Bí để tránh kỵ huý. Sinh mẫu Trần thị được Ung Chính tấn tôn "Hoàng khảo Mục Quý nhân", năm Ung Chính thứ 5 (1727) thì qua đời. Năm Ung Chính thứ 6 (1728), Doãn Bí từng được một Nội đình Chủ vị nuôi dưỡng tại Hàm Phúc cung , lúc sinh thần từng ban thưởng 9 lượng lục thành sắc đạm kim, 900 lượng bạc. Ngoài ra, Thanh cung đương án cũng ghi chép từng vì làm 4 cái cung sáo cho Doãn Bí, dùng hết 2 thước tơ lụa kim hoàng.
Năm thứ 8 (1730), ông được phong làm Bối tử rồi thăng Bối lặc sau một năm. Năm thứ 11 (1733), Ung Chính Đế ra chiếu: "Trẫm ấu đệ Doãn Bí, tính vốn trung hậu, bẩm sinh hoà nhã, vốn được Hoàng khảo yêu thương. Nhiều năm đọc sách trong cung, siêng năng học hành, học thức ngày một tăng, Trẫm lấy làm tâm đắc, ban vị Hàm Thân vương (諴親王)". Doãn Bí cùng với Hoằng Lịch, Hoằng Trú đồng thời được phong Thân vương, chưa kịp thượng sách. Năm thứ 13 (1735), ngày 22 tháng 9, Càn Long Đế cử hành lễ sách phong cho Doãn Bí và Hoằng Trú, phân kỳ, ban thưởng phủ đệ. Ngày 1 tháng 10, Càn Long Đế đặc phái hai quan viên của Hàn Lâm viện làm sư phó cho Dận Bí, dụng tâm dạy bảo. Tháng 11, sinh mẫu Trần thị được truy phong "Hoàng tổ Mục tần".
Năm Càn Long thứ 2 (1737), tế tiên sư Khổng Tử, xuân phân triêu nhật đông giao, tháng 8 thu phân tịch nguyệt vu tây giao, Doãn Bí được thay mặt đến hành lễ. Tháng 9, phủ đệ của Dận Bí hoàn thành. Năm thứ 5 (1740), ngày 23 tháng 2, xuân phân, Doãn Bí phụng mệnh cung đại hành lễ đông giao. Tháng 3, Dận Bí nhậm chức Đô thống Mông Cổ Tương Bạch kỳ. Năm thứ 17 (1752), ngày 2 tháng 10, Dận Bí được điều làm Đô thống Mãn Châu Chính Bạch kỳ. 1 năm sau (1753), tháng 5, quản lý Ngự thư xử. Năm thứ 29 (1764), quản lý sự vụ Tông nhân phủ. 2 năm sau (1766), quản lý sự vụ Ngọc điệp quán. Năm thứ 38 (1773), ngày 20 tháng 10, Dận Bí qua đời, được truy phong thuỵ hiệu là Hàm Khác Thân vương (諴恪親王), thọ 60 tuổi.

## Gia quyến

### Thê thiếp
- Đích Phúc tấn: Ô Nhã thị (吴雅氏), con gái của Nội Đại thần kiêm Thượng thư Hải Phương (海芳), tằng tôn nữ của Phó đô Ngự sử kiêm Nội vụ phủ Tổng quản Đa Tất (多毕), tức là chất nữ trong tộc của Hiếu Cung Nhân Hoàng hậu.[1]
- Trắc Phúc tấn: 
  - Nữu Hỗ Lộc thị (钮钴禄氏), con gái của Bảo Biền (保平).
  - Ân thị (殷氏), con gái của Ân Thái Thành (殷大成).
- Thứ thiếp: Trần thị (陈氏), con gái của Trần Hựu Hiền (陈有贤).

### Hậu duệ

#### Con trai
1. Hoằng Sướng (弘暢; 1741 – 1795), mẹ là Nữu Hỗ Lộc thị, sơ phong Phụng ân Phụ quốc công (1757 – 1774), thừa tước Hàm Mật Quận vương (諴密郡王), có 5 con trai.
2. Hoằng Ngộ (弘旿; 1743 – 1811), mẹ là Ân thị, sơ phong Nhị đẳng Phụng ân Trấn quốc Tướng quân (1753 – 1774), sau thăng Bối tử rồi bị tước (1774 – 1778), tái phong Phụng ân Tướng quân rồi cũng bị tước (1794 – 1799), phục vị Phụng ân Tướng quân năm 1809, có 7 con trai.
3. Hoằng Khang (弘康; 1755 – 1822), mẹ là Ân thị, sơ phong Nhị đẳng Phụng ân Trấn quốc Tướng quân (1770 – 1809) rồi thăng Phụng ân Phụ quốc công (1809 – 1814), có 2 con trai.
4. Hoằng Siêu (弘超; 1755 – 1808), mẹ là Trần thị, sơ phong Tam đẳng Phụng ân Phụ quốc Tướng quân (1775 – 1777) sau bị tước, có 6 con trai.

#### Con gái
1. Trưởng nữ (1734 – 1736), chết yểu, mẹ là Ô Nhã thị.
2. Nhị nữ (1735 – 1752), mẹ là Ô Nhã thị, được phong Quận chúa, hạ giá lấy Mã Trát Đặc Đa Nhĩ Tế (玛扎特多尔济), qua đời  sau đó một năm.
3. Tam nữ (1738 – 1746), chết yểu, mẹ là Ô Nhã thị.
4. Tứ nữ (1739 – ?), mẹ là Ô Nhã thị, được phong Quận quân, hạ giá lấy Ban Châu Nhĩ (班珠爾) của tộc Bác Nhĩ Tế Cát Đặc thị năm 1756.
5. Ngũ nữ (1743 – 1744), chết non, mẹ là Ô Nhã thị.
6. Lục nữ (1744 – ?), mẹ là Ô Nhã thị, được phong Quận chúa, hạ giá lấy Đặc Thông Đặc Ngạch (特通特额) của tộc Ngô Giai thị năm 1760.
7. Thất nữ (1746 – ?), mẹ là Ô Nhã thị, được phong Hòa Thạc Cách cách, năm Càn Long thứ 24 (1759) hạ giá lấy Tôn Đặc Cổ Tư (荪特古斯). Sau khi kết hôn, vì Ngạch phò sinh hoạt phóng đãng mà quan hệ hai người không hòa thuận, quan hệ với mẹ chồng cũng không tốt. Năm Càn Long thứ 35 (1770), Cách cách gửi thư cho Hàm Thân vương, tố cáo rằng Ngạch phò phái nhũ mẫu của con trai đưa một ít thức ăn đến, Cách cách đem thức ăn chia cho 5 hầu gái hầu hạ trong phòng, không ngờ 1 người mất mạng. Càn Long Đế không thể tin Ngạch phò dám can đảm mưu hại Cách cách, cố ý dẫn dắt các Đại thần tra án đi đến kết luận Cách cách tố cáo nhầm lẫn Ngạch phò, lại sợ rằng tương lai con cháu Trát Tát Khắc không dám cưới Cách cách của chư vương, liền lấy lý do Ngạch phò vì muốn thừa tập tước vị Trát Tát Khắc mà mưu hại huynh trưởng là Xuy Trát Bố, đem Ngạch phò xử tử.